# 線香

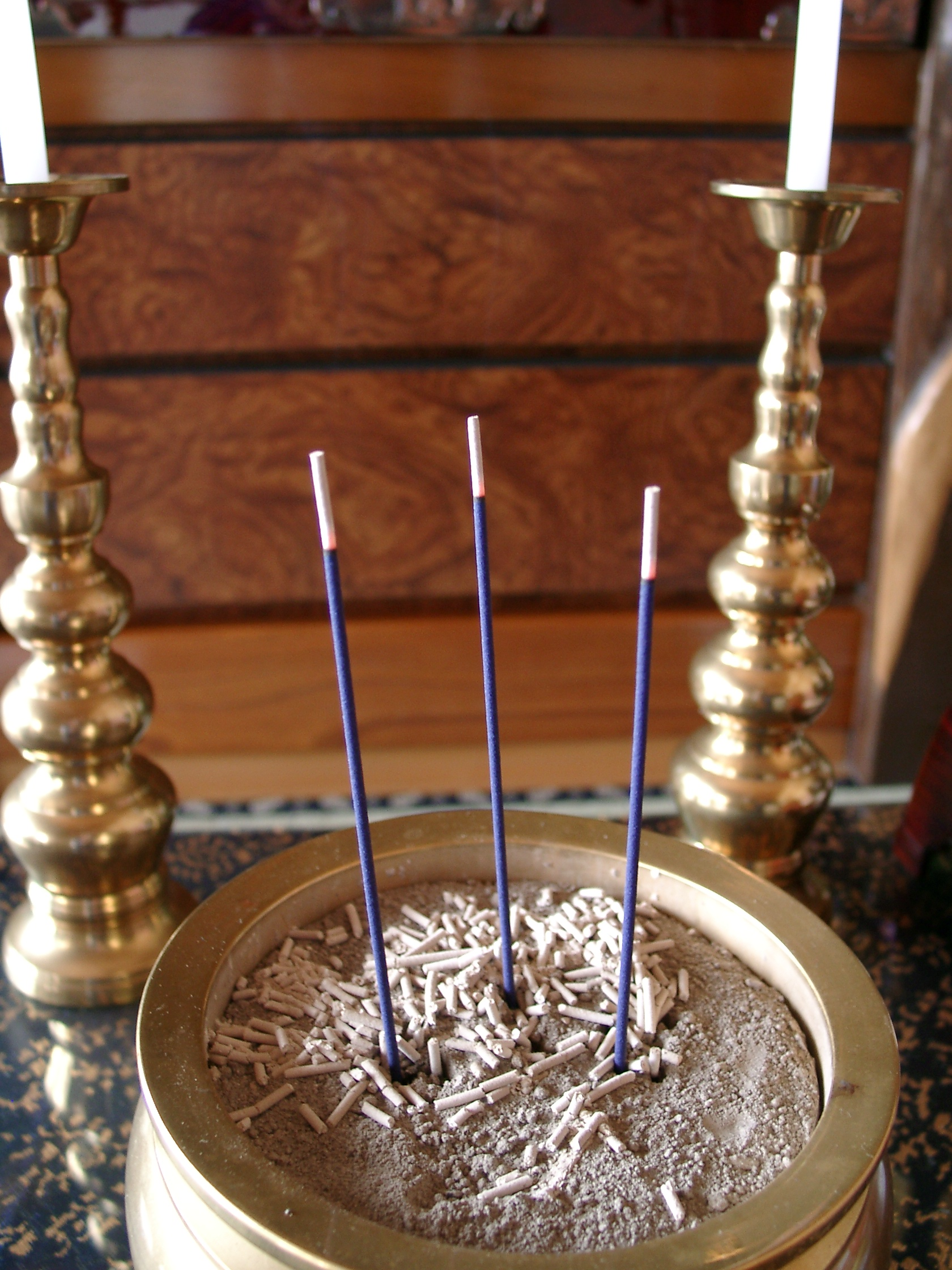
仏壇の前の線香

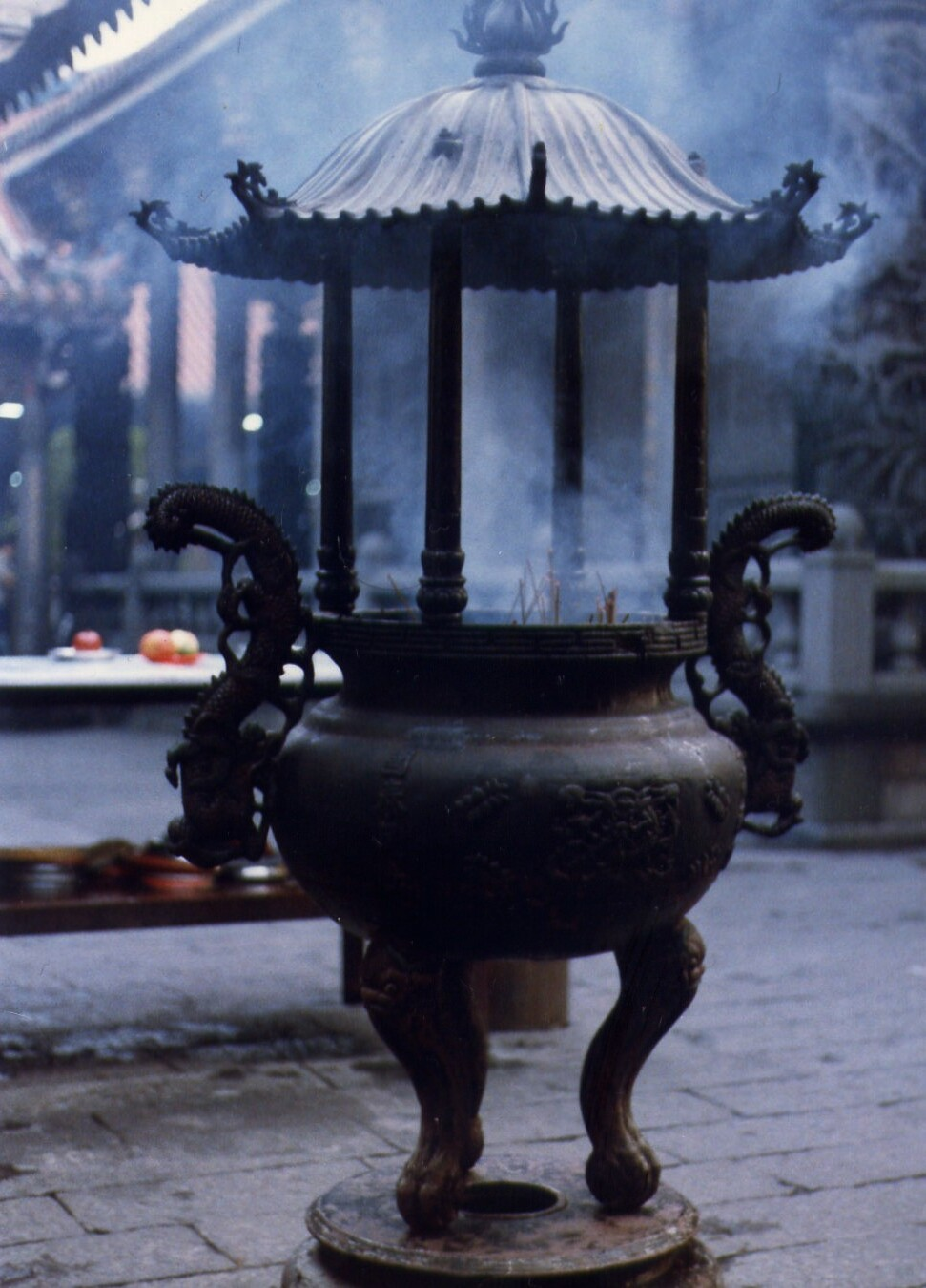
台湾・龍山寺にて、本堂前に設けられた爐

線香（せんこう） は、好まれる香りを出す材料を細かくして練り合わせ細い棒状や渦巻き状に成型して乾燥させた香（こう）である。直接火をつけ燻蒸と呼ばれる燃焼方法で芳香のある煙を出す。

## 形状
香を練り合わせて固め、棒状としたもののうち、燃焼時間や香りの発生を扱い易いように「線のように細長い」ものを線香と呼ぶ。正式には「綫香」と書く。
渦巻状の形状は香りを楽しむために燃焼時間を延長させるものと蚊取り線香（蚊遣器）のような実利的なものが見られる。

## 用途

### 仏事
お墓や仏壇のお供えとして用いる場合は立てるのが一般的だが浄土真宗系では火をつけて寝かせる。ただしお墓によってはこれに限らない。
それ以外には香煙によって使用者や周囲の環境を浄化したり、意識を集中させる瞑想などに使われる。また、真言密教では三業を浄化し、大日如来の三密（身密・口密・意密）に同化するために3本。また香煙の行き渡る功徳により、弘法大師の「三信条」に報いる相互礼拝にも用いられる。

### 芳香の利用
花の香りや香水調などさまざまな香りを持つ新しい線香も増えており、部屋の臭い消しや芳香剤・ヒーリンググッズとしての使用法も増えている。しかし、線香はあくまで雑貨品であり、効果・効能を謳うことはできない。
中国では芳香及び駆虫目的で、公衆便所などで衛生香 (wèishēngxiāng) と呼ばれる、太い棒状や渦巻き型の線香を焚く例が少なくない。殺虫目的の蚊取り線香とは異なる。

### その他
目視で流体測定をする時に、線香から立ち上る煙を利用することがある。

## 歴史
線香の歴史は古く、古代インドが発祥である。成分法、製法はヴェーダや、アーユルヴェーダに記され、香りを楽しむものと、医療目的で使用されるものがあった。
中国では16世紀末に書かれた李時珍の『本草綱目』に線香の製造法の記載がある。
日本では『御湯殿上日記』や『実隆公記』、『言継卿記』などの文献から、室町時代には伝来していたと考えられる。当時は公家の贈答用品として用いられた。
国産線香の起源については諸説あり、西川如見が1720年に著した『長崎夜話草』などによれば、五島一官という人物が中国の福州から製造法を伝え、1667年頃に長崎で造り始めたとされる。
堺で線香の形状が発明され、一般に用いられるようになったのは17世紀後半から18世紀初期のことである。
また、江戸時代では時計の代わりとしても使用され、禅寺では線香が1本燃え尽きるまでの時間（40分）を「一炷（いっちゅう）」と呼び、坐禅を行う時間の単位としたほか、遊廓では1回の遊びの時間をやはり線香の燃え尽きる時間を基準として計った。

## 種類

### 材料による分類
線香は基材と呼ばれる結着剤の種類から「匂い線香」と「杉線香」に大別される。一般に高級品となるほど基材に対して香料の比率が高まる。

#### 匂い線香
匂い線香は、椨（タブ）の木の樹皮を粉末にしたものに、白檀（びゃくだん）や伽羅（きゃら）といった香木の粉末や他の香料、炭の粉末、その他の材料を加えて練り、線状に成型・乾燥させたもの。

#### 杉線香
杉線香は、3ヶ月ほど乾燥させた杉の葉を粉砕機や水車を用いて粉末にしたものに湯とノリを加えて練り、線状に成型・乾燥させたもので、墓参りのときなどに特に用いられる。
一般的な香木や香料を使用した線香と違い香りには劣るが安価に製造でき、ヤニにより大量の煙を出すため外での墓参や宗教的な慣例として煙を受けたい場合に向く。

### 形状による分類
線香は形状から、一般的な棒状の線香「綫條香 (xiàntiáoxiāng)」の他に、渦巻き線香、竹ひご線香などがある。

#### 渦巻き線香

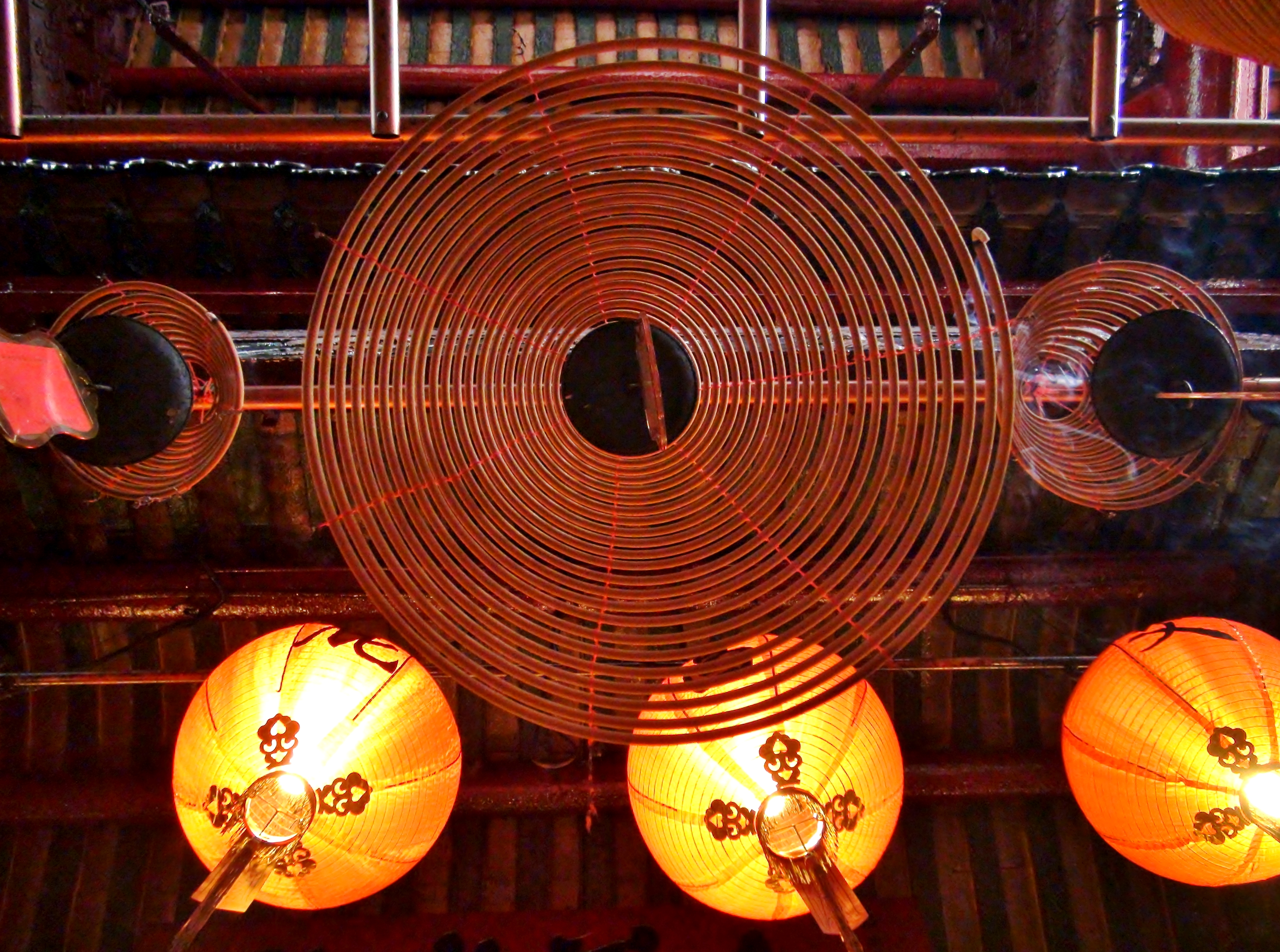
香港文武廟の大型渦巻き線香

香港、台湾などでは、中国語で「盤状香 (pánzhuàngxiāng)」と呼ばれる渦巻き型の線香を寺院に吊して祈願することがよく行われており、大型のものでは、連続ひと月近くも燃え続ける例がある。太く長い棒状によったものを巻き付けて作り、渦巻き状に打ち抜く蚊取り線香とは成形方法が異なる。
日本では、葬儀の一環（通夜など）に香を絶やさないためとして、この渦巻き線香が利用される場合もある。元々は通夜に際して親族や関係者が交代で夜通し香を捧げる弔問の客などに応対したことに由来する。しかし、21世紀以降の日本では夜通し弔問を受ける風習が都市部だけでなく地方においても廃れたため、灯明（ろうそく）と線香を絶やさないようにすることだと冠婚葬祭業者が説明することもあり、関係者就寝中にも焚き続けるために利用される。一巻が約8時間から12時間ほど掛けてゆっくりと燃焼する。ただし、現代住宅の場合は家屋の密閉性が高いため、換気をしないと線香でいぶされることもある。

#### 平御香
沖縄県で使用される線香。「ひらうこう」と読む。黒色で6本が1平になっており、簡単に分割できるようになっている。沖縄では用途によって使用する本数が細かく定められているため、目的に応じて割って使用する。

#### 竹ひご線香

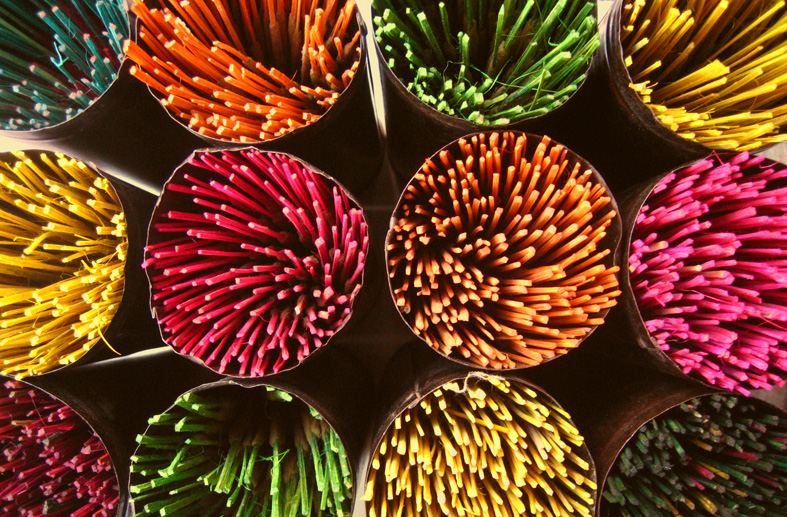
インドの線香

インドで生まれ中国、台湾などに伝わった。細い竹ひごに線香の生地を練りつけて固めた「竹芯香（竹ひご線香、竹枝香 zhúzhīxiāng）」が古くから用いられている。日本でも輸入雑貨店などでよく販売されている。この竹芯香の製法が天正年間に日本に伝わり、現代の日本の線香の原型になったとされる。折れ難いという利点があり、中国ではこれを大きく振り回して周囲に香りを広げる動作も見られる。
日本では玩具店や駄菓子屋で扱われ、花火の点火用など本来の用途ではない利用のされ方をすることもある。

#### 束線香

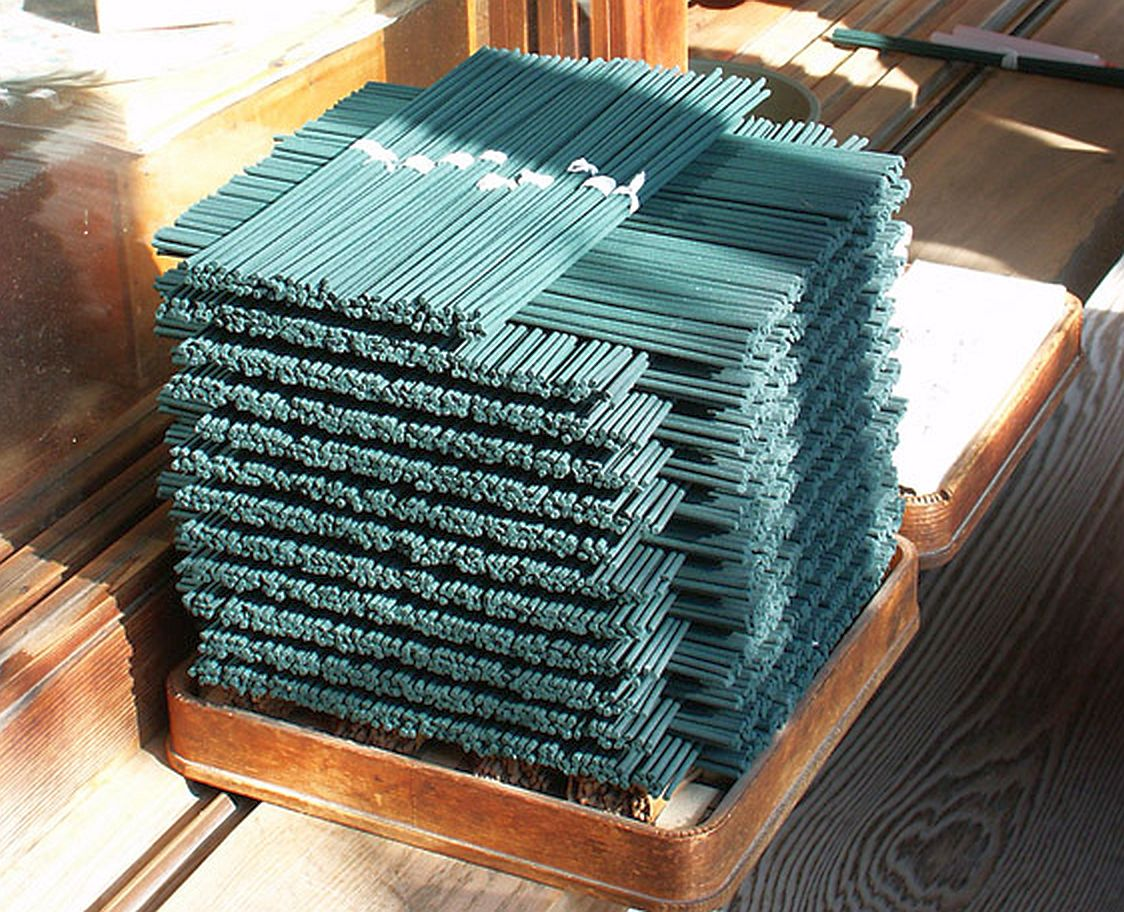
寺で売られている線香

束にしてある線香で、多くは紙に巻かれる。墓参用の線香で戸外で使うため野線香とも呼ばれる。点火に際しては束を解いて扇状に広げてろうそくなどの火であぶる。点火して後に親族間で束を分け、それぞれが焼香台に添える場合もある。
なお近代化された住宅内で使用される線香では冷暖房の効率を挙げる上で建物の気密性が高いため、香りが穏やかで煙の少ないものが主流だが、この種の戸外で使うものでは煙と香りが強い製品が主流である。

## 製造

### 一般的な製法
以下、棒状の「匂い線香」を例にとって製法を解説する。
1. 椨などの木を粉末にしたものに、香木の粉末や香料を加えて均一になるまで撹拌し、更に湯を加えて練る。
2. 出来上がった粘土状のもの（練り玉）を専用の押し出し器で押し出し、一定の太さの棒状に成型する。
3. 木の板（盆板）にとり、乾燥用の板（干し板）に移し変える。
4. 干し板上にきっちり並べた線香を、規定の長さに切り揃える。
5. 一週間から十日間乾燥させた後、箱詰め包装される。

### 材料
線香によく使われる材料には下記がある。
- タブ
- 白檀
- スギ
- 沈香
- ヨモギ
- ショウブ
- バラの花
- ラベンダー

### 著名な線香メーカー
- 日本香堂
- 鳩居堂
- 孔官堂
- 松栄堂
- 奥野晴明堂
- 敷島線香
- 東芳堂
- 薫明堂
- 森島如鳩堂
- 貴田沈清堂
- 梅栄堂
- カメヤマ
- ガネッシュ（この社の製品は消臭やヒーリング専用。仏事には使わない[要出典]）
- HEM（インドの香）

### 日本の産地
- 堺市（大阪府） - 天正年間（1573–1592年） に、堺の薬種商人が渡韓し線香を発見。日本独自の押し出し機を使った製法を導入し、堺で製造したのが日本最古の線香とされている[11]。戦前には全国生産量の約60%を占めていた。
- 淡路市（旧津名郡一宮町、兵庫県） - 嘉永3年（1850年）に堺の職人が製造方法を教え製造が始まる。昭和30年代半ばには線香生産量日本一となり、現在では全国生産量のうち、約50%を占めている。
- 日光市（栃木県） - 杉が日本全国に植林される前から続く日光杉並木に代表される杉のメッカであり、杉線香の生産量は日本一である
- 京都府 - 文化的背景に裏付けられた商品力により、生産量対生産額比では日本一の高付加価値製品産地である。

### 日本の生産と輸出入
2006年の全国生産量・額は7315トン、313億円である。（工業統計表・品目編）生産量で1995年に1万0859トン、生産額では1997年の351億円をピークとして、その後は減少傾向である。大手メーカーはすでに生産拠点を海外に移しているところもあり、それらを含め、中国、マレーシア、台湾、インド、タイ王国、ベトナム、インドネシア等海外からの輸入量はすでに国内生産量の半分に達しているとみられている。関東地方では安価な墓参用線香の需要の内すでに 7-80% が輸入品が占め、有力生産地の一つである栃木では、輸入品と競合するメーカーは廃業に至ることが多い。高級品に関しては今のところ海外製は品質が劣るため影響は少なく、市場では中級品、高級品は国内品、普及品は輸入品と、住み分けが進んでいる。輸出は、量は少ないものの、アメリカ合衆国、韓国、シンガポール、ヨーロッパなどへとされている。特にドイツは禅宗がブームとなっており、需要が増加している。

## 危険性

### 火災
線香は火を用いるため火災の原因となり、消防庁が注意喚起を行っている。安全な線香の代替として、線香に模した緑色の棒状のプラスチックの先端に赤色の電気の明かりがともるようにした電気線香も販売されている。

### 大気汚染
線香の煙は健康に有害である。ベンゼンやメチルベンゼンなどを含み、また線香の燃焼は不完全燃焼であるため、PM2.5などが多量に含まれている。台湾においては寺院で使用される線香が原因でPM2.5が激増し、世界保健機関（WHO）の基準値の60倍に達するなど大きな問題となっている。そのため、一部の寺社では線香を焚かずに手を合わせるだけにする、香炉の数を削減するなどして大気汚染の緩和が進められている。
線香の煙は気管支喘息の発病や、その悪化の因子とされる。線香を日常的に使用する家庭では子供の喘息リスクが高く、肺機能が低下しやすいことが知られており、2021年には線香の煙が気道過敏性の亢進や密着結合の低下を引き起こすメカニズムがマウス実験により報告されている。